# Milà-Sanremo 1943
La Milà-Sanremo 1943 fou la 36a edició de la Milà-Sanremo. La cursa es disputà el 19 de març de 1943, sent el vencedor final l'italià Cino Cinelli, que s'imposà a la resta de favorits a la meta de Sanremo. Hi van prendre part 55 ciclistes, tots italians, dels quals van acabar-ne 45.
A causa de la disputa de la Segona Guerra Mundial, aquesta edició de la Milà-Sanremo fou la primera prova d'una competició per punts anomenada Giro d'Itàlia que substituïa la prova per etapes homònima. Es dona la particularitat que, a causa de la guerra, Fausto Coppi no hi va poder participar, ja que era a Tunísia amb l'exèrcit italià.

## Classificació final
|    | Ciclista           | Equip     | Temps      |
| -- | ------------------ | --------- | ---------- |
| 1  | Cino Cinelli       | Bianchi   | 8h 06' 00" |
| 2  | Glauco Servadei    | Bianchi   | m. t.      |
| 3  | Quirino Toccacelli | Olmo      | m. t.      |
| 4  | Pierino Favalli    | Legnano   | m. t.      |
| 5  | Gino Bartali       | Legnano   | m. t.      |
| 6  | Mario de Benedetti | Olmo      | m. t.      |
| 7  | Salvatore Crippa   | Aquilano  | m. t.      |
| 8  | Severino Canavesi  | Gloria    | m. t.      |
| 9  | Osvaldo Bailo      | Viscontea | m. t.      |
| 10 | Olimpio Bizzi      | Bianchi   | m. t.      |